# Budiharja (Cililin)
Budiharja is een bestuurslaag in het regentschap Bandung Barat van de provincie West-Java, Indonesië. Budiharja telt 4841 inwoners (volkstelling 2010).